# Molotov (singolo)
Molotov è un singolo del rapper Lazza, pubblicato il 25 marzo 2022 come secondo estratto dal terzo album in studio Sirio.

## Tracce
1. Molotov – 2:39

## Classifiche

### Classifiche settimanali
| Classifica (2022) | Posizione massima |
| ----------------- | ----------------- |
| Italia            | 8                 |

### Classifiche di fine anno
| Classifica (2022) | Posizione |
| ----------------- | --------- |
| Italia            | 37        |
| Classifica (2023) | Posizione |
| Italia            | 87        |